# Železniška postaja Ljubljana Rakovnik
Železniška postaja Ljubljana Rakovnik je ena izmed železniških postaj v Sloveniji, ki oskrbuje jugovzhodni ljubljanski predmestji Rakovnik in Galjevica.